# Teatri della Sardegna
In Sardegna il luogo di diffusione dei teatri fu la parte meridionale. Con l'arrivo della dominazione fenicia venne portata la cultura della recitazione; questa si poté mantenere con la dominazione romana che prendeva spunto dal teatro greco. Nelle rovine di Tharros e Nora è possibile vedere i resti degli antichi teatri. Con l'Età Contemporanea Cagliari diede inizio ad una nuova era teatrale con a costruzione di prestigiosi edifici.

## Teatri nella zona di Cagliari
- L'anfiteatro romano

Il primo teatro costruito nella zona di Cagliari è stato l'anfiteatro romano, costruito sulla roccia calcarea in epoca romana. Divenne un teatro all'aperto nel 1919 quando uscì dall'oblio in quell'estate, venendo ripulito dalle erbacee e detriti. A volere la rinascita dell'antico monumento fu un comitato formato da eminenti cagliaritani che intendeva rappresentarvi alcuni lavori classici. L'operazione andò in porto e , nel maggio di quell'anno, la compagnia diretta dal famoso attore Gustavo Salvini mandò in scena, con straordinario successo, l'Oreste di Vittorio Alfieri. Gli spettacoli ripresero poi nel luglio 1923, allorché la compagnia diretta ta Giulio Tempesti si cimentò in quattro lavori: La figlia di Iorio e La fiaccola sotto il moggio di Gabriele D'Annunzio, il poema Circe del cagliaritano Oliviero Prumas e La cena delle beffe di Sem Benelli. Anche questa stagione registrò un bilancio lusinghiero.
- Teatro Civico

Il Teatro Civico sorse nel 1831, quando il Comune di Cagliari acquistò dalla famiglia Zappata il Teatro Regio, ubicato in Castello e attivo dal 1764, che versava gravi condizioni. Pertanto, il Comune ne affidò la restaurazione all'architetto Giuseppe Cominotti, e deceduto quest'ultimo, all'architetto Gaetano Cima. Alla fine dei lavori il locale poteva accogliere circa mille spettatori. L'inaugurazione avvenne il 2 ottobre 1836 con l'opera Anna Bolena di Gaetano Donizetti. La storia del teatro si concluse il 26 febbraio 1943, giorno in cui venne raso al suolo dalle bombe. Tra le più illustri persone che hanno avuto accesso sono i principi Umberto e Maria Josè di Savoia dal 3 al 5 giugno 1939.
- Teatro Cerruti

Nel 1859 in viale Regina Margherita venne inaugurato il Teatro Diurno. A volerlo era stato il biellese Antonio Cerruti. Dieci anni dopo venne ristrutturato e acquistò una nuova fisionomia: capienza maggiore con oltre 2000 posti e , grazie ad una copertura mobile, agibilità estesa a tutte le stagioni. Così rinnovato, il locale venne chiamato, dal nome del suo proprietario, Teatro Cerruti. Sino alla sua scomparsa, negli ultimi anni dell'Ottocento, ospitò prosa, lirica, varietà e anche spettacoli circensi.
- Politeama Regina Margherita

Il Politeama Regina Margherita sorse nel viale Umberto I (oggi viale Regina Margherita). Venne inaugurato il 25 dicembre 1897 con l'opera L'Africana di Giacomo Meyerbeer per iniziativa dei fratelli Enrico e Antonio Boero. Per realizzare il loro progetto avevano acquistato in quella strada l'area precedentemente occupata dal Teatro Cerruti. Il nuovo locale possedeva 44 palchi, due gallerie e una capienza intorno ai 2000 spettatori, prendendo il posto del Teatro Civico per imponenza e popolarità. Tra i suoi programmi, grandi stagioni liriche e di prosa, spettacoli operistici, proiezioni cinematografiche, varietà, esibizioni circensi e incontri di lotta libera. Il 13 aprile 1899 venne presentata la Carmen di Bizet in serata di gala e tra i presenti ci furono i reali Umberto I e Margherita. Nel 1905 vi recitò, diciottenne, l'attrice Paola Pezzaglia. Il Politeama venne distrutto da un incendio la notte tra il 17 e il 18 dicembre 1942.
- Politeama Carboni

Venne costruito nel 1899 nell'attuale via Sassari, ma durò pochi anni ed ebbe un carattere popolare, nel quale si svolsero attività che comprendevano commedie, drammi, spettacoli circensi e serate di varietà.
- Teatro Moderno

Venne inaugurato nel giugno del 1922 in via Giovanni Maria Angioy come teatro all'aperto. Inizialmente incontrò il favore del pubblico, ma poi si trovò in difficoltà e chiuse dopo appena tre anni. Ospitava proiezioni cinematografiche, prose, operette, film-operette, varietà ed anche qualche spettacolo lirico, fra i quali Lucia di Lammermoor di Gaetano Donizetti.